# Kuzicus forficata
Kuzicus forficata är en insektsart som först beskrevs av Bolívar, I. 1900.  Kuzicus forficata ingår i släktet Kuzicus och familjen vårtbitare. Inga underarter finns listade i Catalogue of Life.